# Robert Voisey
Robert Voisey (* 1969) ist ein US-amerikanischer Komponist und Musikproduzent.
Voisey studierte Informatik an der Stony Brook University in Long Island. Bei einem Kompositionskurs lernte er den israelischen Komponisten Oded Zehavi kennen, der ihn zu einem Studienaufenthalt an das College von Tel Chai in Oberpalästina ein. Er lebte zwei Jahre in Israel, wo er in einem Kibbuz arbeitete und komponierte. Nach seiner Rückkehr in die USA schloss er sein Studium an der Stony Brook University ab und arbeitete bis Ende der 1990er Jahre in der Computerindustrie.
2000 gründete er Vox Novus, eine Gesellschaft zur Förderung zeitgenössischer Komponisten und Musiker. Die Gruppe bestand zunächst aus fünf befreundeten Komponisten, wuchs aber in kurzer Zeit auf über einhundert Mitglieder an. Eines der wichtigsten Projekte von Vox Novus unter Voiseys Leitung ist 60x60, eine Reihe von seit 2003 jährlich erscheinenden einstündigen CDs, zu denen jeweils 60 Musiker ein 60 Sekunden langes Stück beitrugen. Für das Projekt wurden von 2500 Komponisten aus vierzig Ländern etwa 3500 Stücke eingereicht. In der Folge entstanden die Produktionen 60x60 Dance, 60x60 Video und Orchestra 60x60. Weitere Collagenprojekte sind States und Constellations.
Weiterhin veranstaltet Voisey mit Vox Novus die Composer's Voice Concert Series, bei denen kammermusikalische Werke etablierter und neuer zeitgenössischer Komponisten aufgeführt werden und die Konzertreihe Fifteen Minutes of Fame, für die jeweils fünfzehn Komponisten ein einminütiges Stück für einen bestimmten Musiker oder ein bestimmtes Ensemble beitragen. Neben Stücken zu den genannten Projekten komponierte Voisey u. a. die Kurzoper Poppetje, die von der Remarkable Opera Brigade in der Carnegie Hall uraufgeführt wurde.
Außerdem wirkt Voisey u. a. als organisatorischer Leiter des Festivals Electronic Music Midwest und Vizepräsident der Living Composers Foundation.